# Nuovo Partito (Regno Unito)
Il Nuovo Partito fu un partito politico attivo nel Regno Unito durante il primo periodo degli anni 30, formato da Oswald Mosley, quest'ultimo proveniva dal Partito Conservatore e dal Partito Laburista che lascio' quando gli fu rigettato un documento scritto da lui stesso dove proponeva diverse soluzioni al problema della disoccupazione, il "Sir Oswald Mosley's Memorandum".

## Fondazione del partito
Nel 28 Febbraio 1931 Mosley lascia il Partito Laburista dando inizio il giorno dopo al Nuovo Partito cui vi presero parte sei membri del parlamento britannico firmando il Manifesto di Mosley: Mosley, sua moglie, Baldwin, Brown, Forgan e Strachey. Il partito ricevette una donazione di £50,000 da parte del Lord Nuffield che vennero utilizzati per fondare la testata giornalistica "Action", redatta da Harold Nicolson il quale producette un film di propaganda ad hoc intitolato "Crisis", il lungometraggio venne tuttavia vietato nelle sale per evitare di portare caos all'interno del parlamento. 
Il primo confronto elettorale del New Party si svolse nelle elezioni suppletive di Ashton-under-Lyne nell'aprile del 1931. Il candidato era Allan Young, e il suo agente elettorale era Wilfred Risdon. Con un'organizzazione molto modesta, ottennero circa il 16% dei voti, dividendo il voto laburista e permettendo così a un conservatore di essere eletto alla Camera dei Comuni. Altri due parlamentari si unirono al New Party nel corso del 1931: W. E. D. Allen dai Unionisti e Cecil Dudgeon dai Liberali. Alle elezioni generali del 1931, il New Party si presentò in 25 circoscrizioni, ma solo Mosley stesso e un candidato a Merthyr Tydfil (Sellick Davies si candidò contro un unico candidato del Partito Laburista Indipendente a Merthyr, mentre Mosley si confrontò con candidati conservatori e laburisti a Stoke) ottennero un numero significativo di voti, mentre tre candidati persero i loro depositi elettorali. La campagna elettorale del New Party di Mosley ricevette una notevole copertura mediatica su vari giornali nazionali nel 1931, con il Manchester Guardian che riportava: "Gli steward indossavano coccarde nere e ambrate – i colori di Mosley. Api indaffarate, che raccolgono il miele della prosperità? Questo potrebbe essere il simbolismo."

## Politiche
Il programma del New Party si basava sul "Memorandum Mosley". Il desiderio di Mosley di avere il controllo totale delle decisioni politiche all'interno del New Party portò molti membri a dimettersi dal partito. Mosley era favorevole alla concessione di ampi poteri al governo, con un controllo generale da parte del Parlamento, e alla creazione di un Gabinetto di cinque membri senza portafoglio specifico, simile al Gabinetto di guerra adottato durante la Prima Guerra Mondiale. La sua strategia economica seguiva in gran parte il pensiero keynesiano e proponeva un vasto investimento nell'edilizia abitativa per creare posti di lavoro e migliorare gli standard abitativi complessivi, oltre a sostenere il protezionismo con proposte per alte barriere tariffarie.

## Declino
Dopo le elezioni, Mosley fece un tour in Europa e si convinse delle virtù del fascismo. Gradualmente, il New Party divenne più autoritario, con alcune sue parti, in particolare il movimento giovanile NUPA, che adottarono apertamente il pensiero fascista e indossarono uniformi "Greyshirt". La svolta radicale verso il fascismo del New Party portò sostenitori precedenti, come John Strachey e Harold Nicolson, ad abbandonarlo. Nel 1932, Mosley unì la maggior parte delle varie organizzazioni fasciste britanniche per formare la British Union of Fascists, nella quale il New Party fu assorbito. Dalla sezione scozzese nacque il Scottish Democratic Fascist Party, guidato da William Weir Gilmour.
Un partito non correlato con lo stesso nome, New Party, fu lanciato in Gran Bretagna nel 2003.